# Maschinenmuseum Kiel-Wik

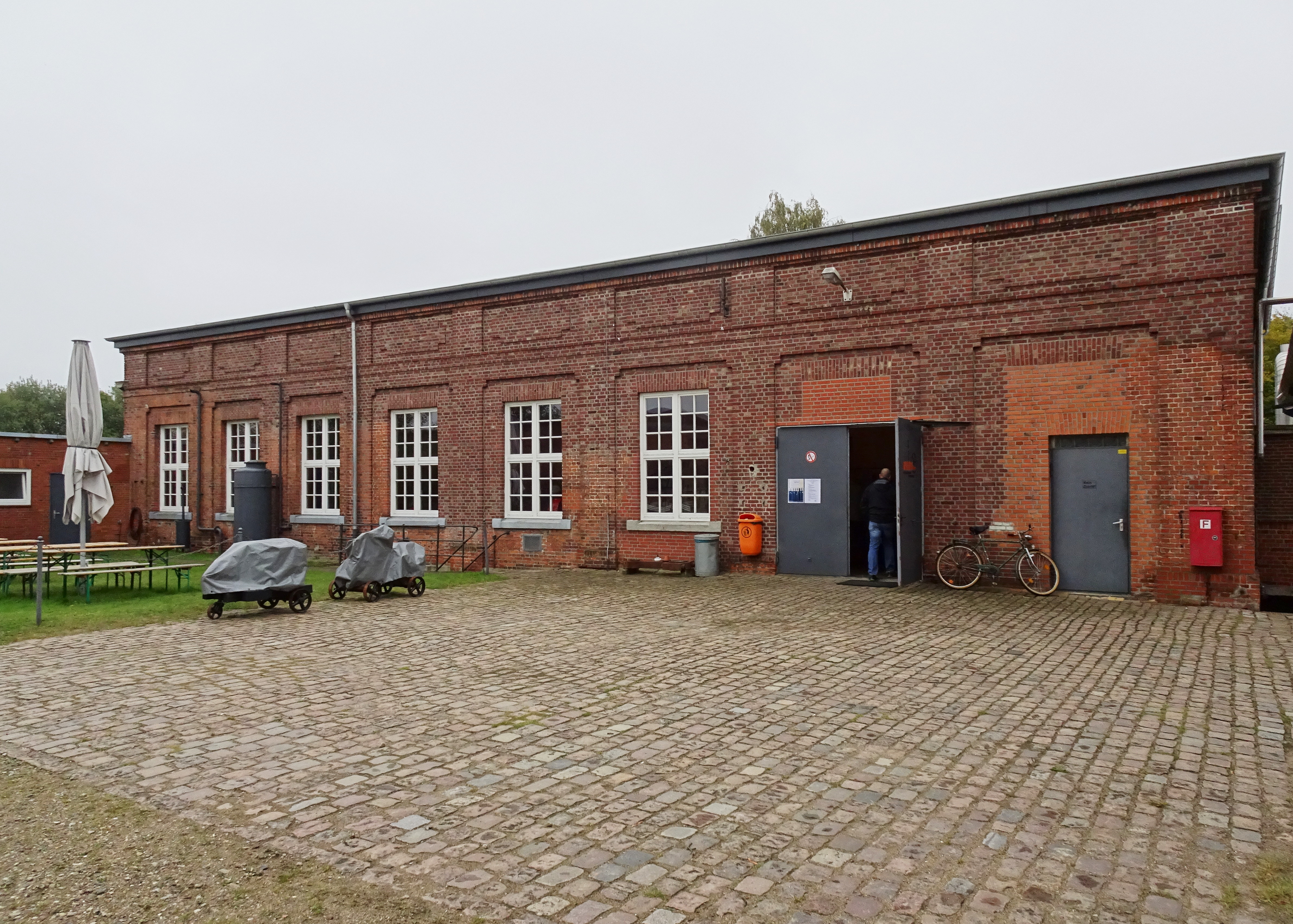
Maschinenmuseum Kiel-Wik, Hauptgebäude

Das Maschinenmuseum Kiel-Wik (kurz Mmkw) befindet sich Am Kiel-Kanal 44 in der Nähe des Nord-Ostsee-Kanals im Stadtteil Wik. Es ist ein 1985 eröffnetes Industriemuseum und wird von der Stiftung Maschinenmuseum Kiel-Wik betrieben. Sein Motto lautet „Historische Technik in Betrieb erleben“.

## Das Museum

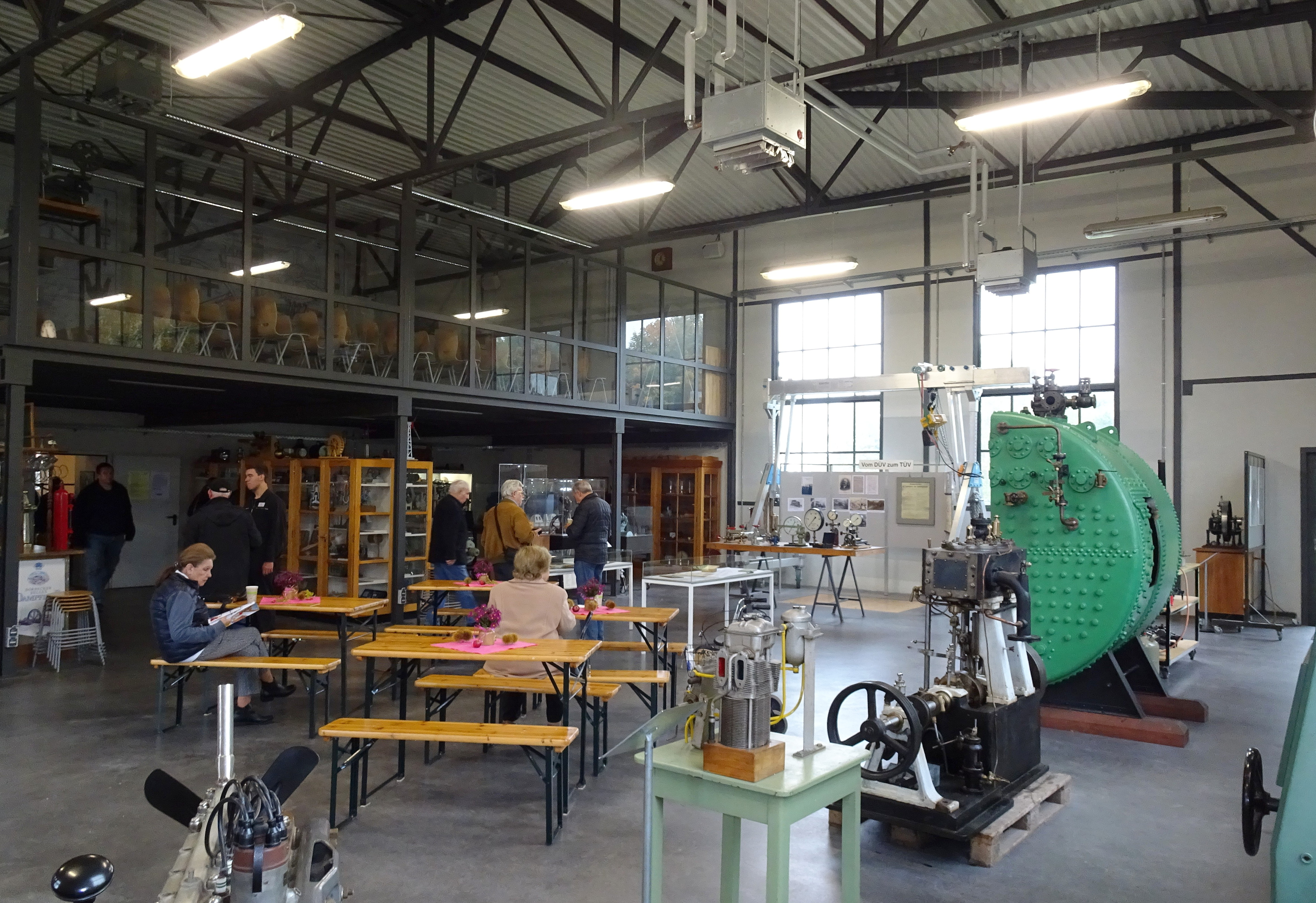
Ausstellungshalle im Hauptgebäude

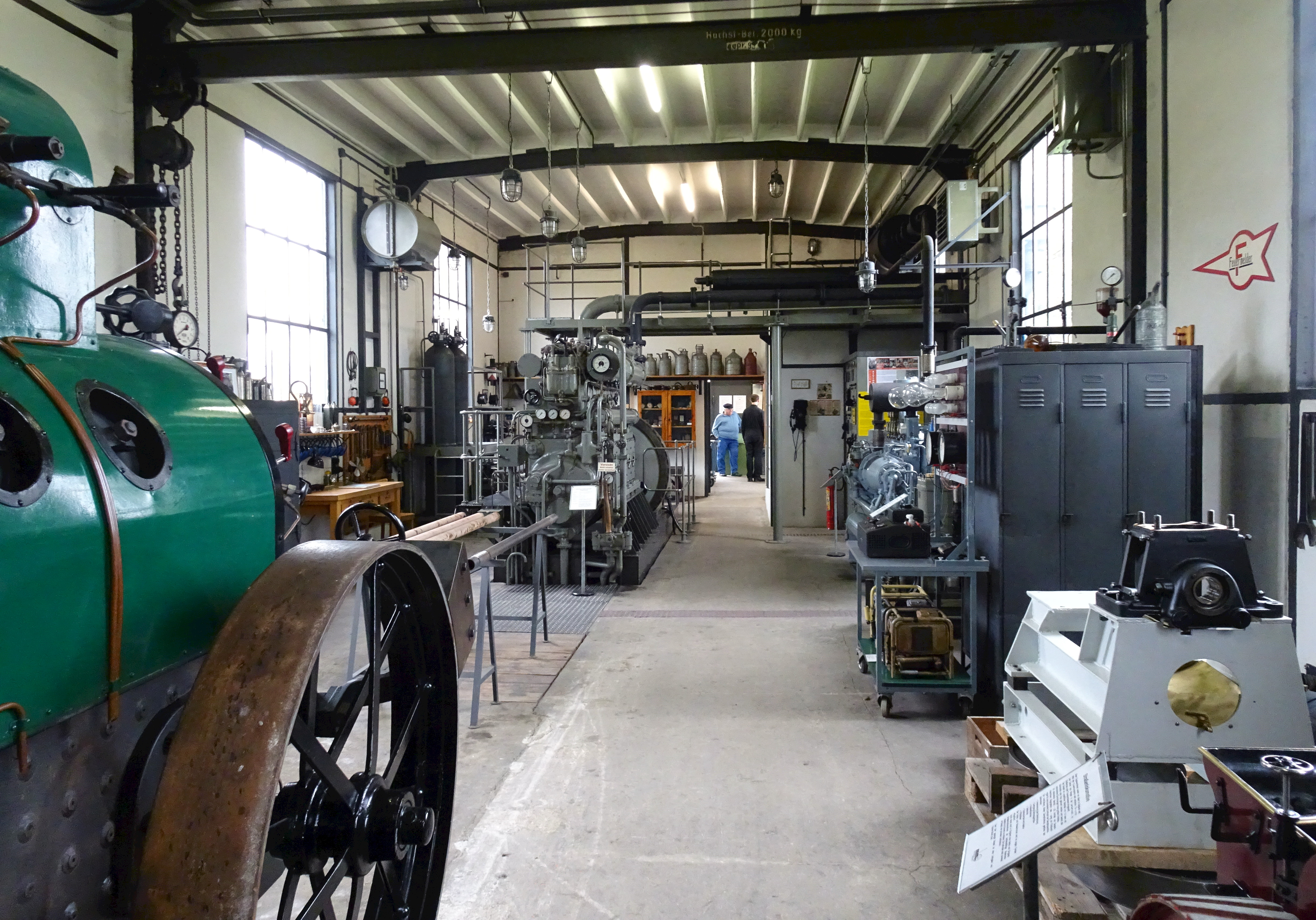
Ausstellungshalle im Nebengebäude

Das Maschinenmuseum Kiel-Wik geht auf die private Initiative zweier Personen, Peter Horter und Frank Stobbe, zurück. Ihr Anliegen war, ein Stück Kieler Maschinenbaugeschichte zu bewahren und anschaulich zu präsentieren. Die Grundidee: Maschinen in Betrieb, Technik die funktioniert und Ausstellungsstücke zum Anfassen. 
Das Museum befindet sich in zwei Backsteingebäuden des ehemaligen Kieler Gaswerks. Im Dezember 2005 wurde die gemeinnützige Bürgerstiftung Maschinenmuseum Kiel-Wik gegründet. Zweck der Stiftung ist „die Förderung von Bildung, Kultur und Denkmalpflege, insbesondere der Erhalt, der Betrieb und die Weiterentwicklung des Maschinenmuseums“.

## Exponate
Alle Maschinen und Motoren sind funktionstüchtig. Sie wurden zerlegt, gereinigt und auf ihre Funktion überprüft. Defekte Teile wurden grundüberholt und gegebenenfalls neu hergestellt. Zu den Exponaten zählen ein Lokomobile der Maschinenfabrik Buckau R. Wolf von 1954, das für den Einsatz in Afrika gedacht war, aber nie ausgeliefert wurde oder auch drei fahrbereite Exemplare des Minimofas Minimo – der Alubanane – der Firma Poppe & Sohn aus Kiel. Daneben befindet sich dort ein U-Bootdiesel der Motorenwerke Mannheim von 1944, der als Hauptmaschine für die U-Boot-Klasse XXIII bestimmt war, aber nie eingesetzt wurde. 1978 wurde er in einem Bunker entdeckt und in jahrelanger Arbeit wieder voll funktionsfähig hergerichtet. Im Museum treibt er einen Generator an.
Auch die umfangreich dimensionierte Dampfmaschine im Nebengebäude ist ein Erzeugnis der Maschinenfabrik Buckau R. Wolf. Einst gebaut, um Kieler Studenten die Funktion einer solchen Maschine zu veranschaulichen, dient sie auch weiterhin Demonstrationszwecken, wird im Museum jedoch mit Druckluft betrieben. Neben Motoren in Originalgröße werden auch Spezialwerkzeuge und funktionstüchtige Modelle gezeigt. Zahlreiche Schautafeln und Fotografien erklären weitere Zusammenhänge. An jedem dritten Sonntag im Monat werden Maschinen im Betrieb gezeigt. Neben der permanenten Ausstellung gibt es diverse Themenausstellungen. Der Eintritt ist frei.

## Bilder, Exponate

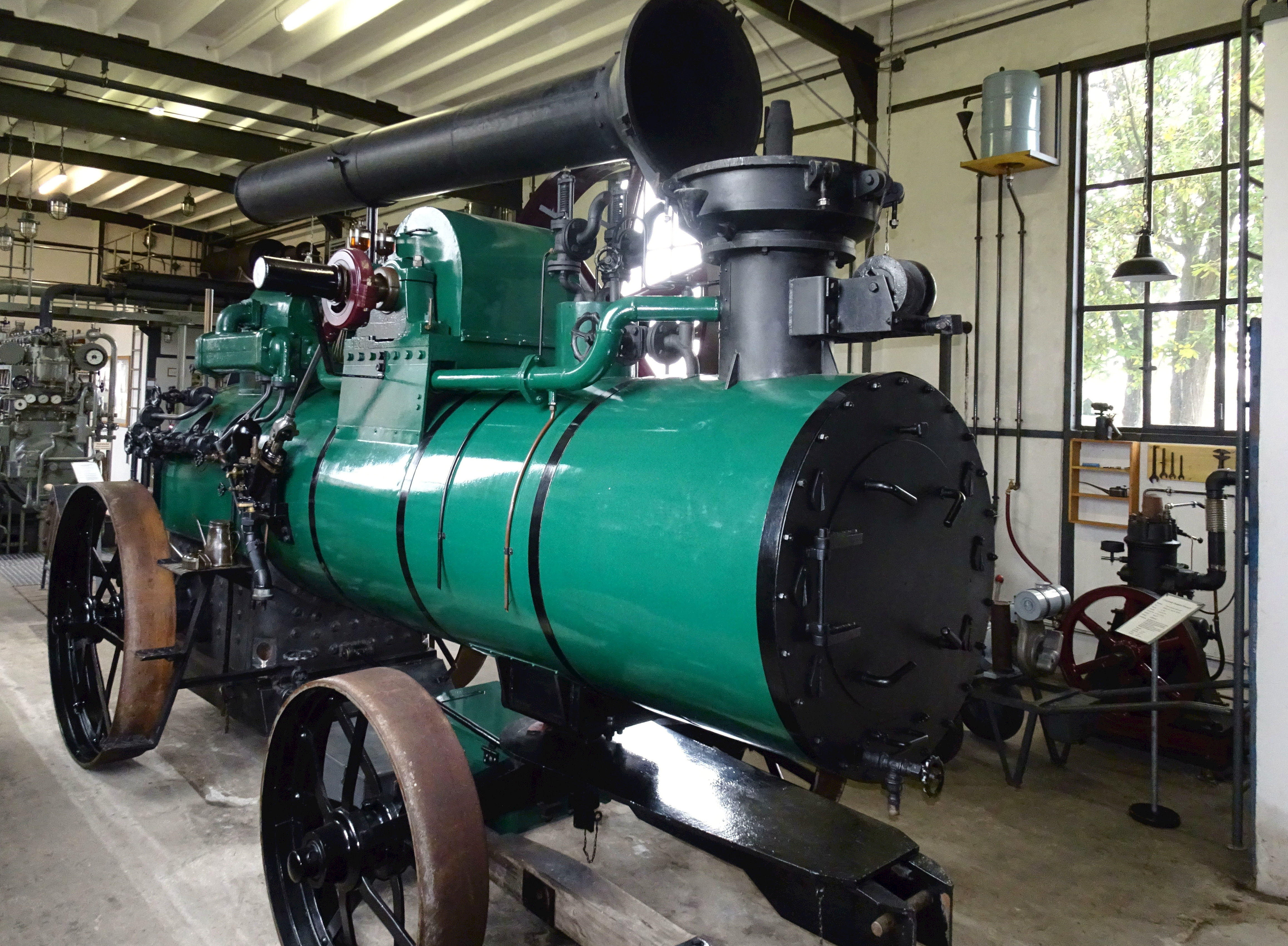
Dampflokomobile
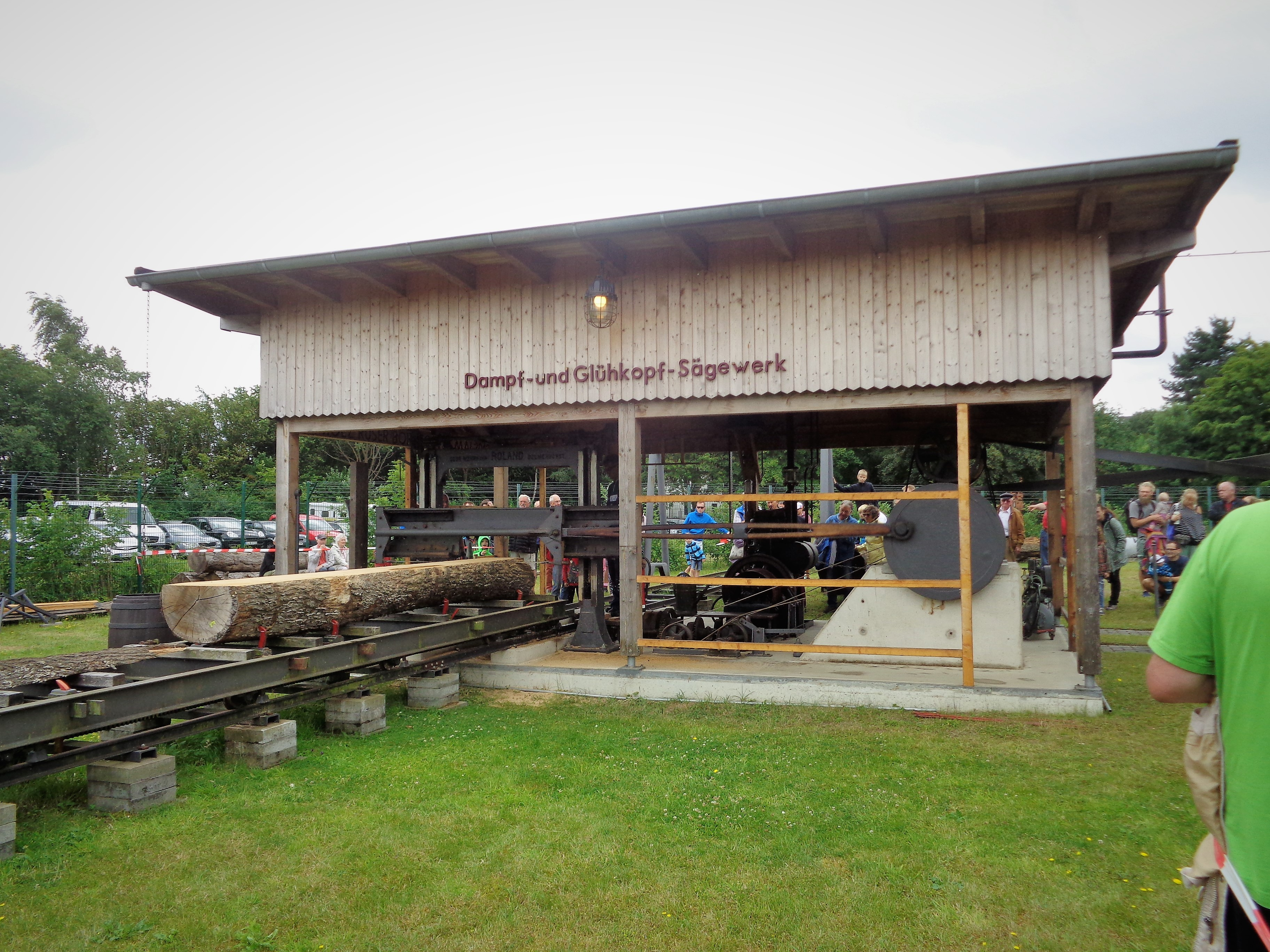
Dampf- und Glühkopf-Sägewerk
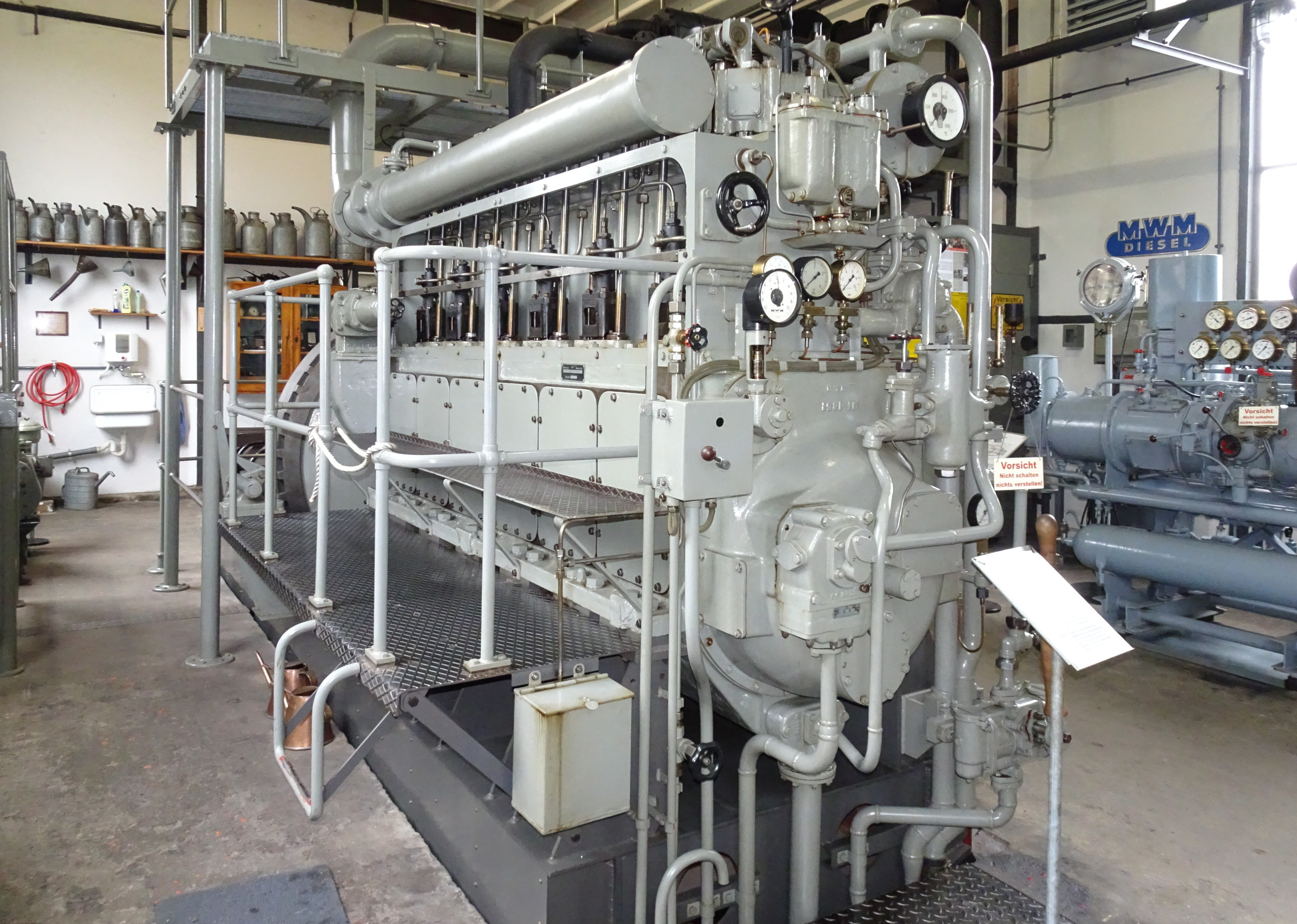
U-Bootdiesel
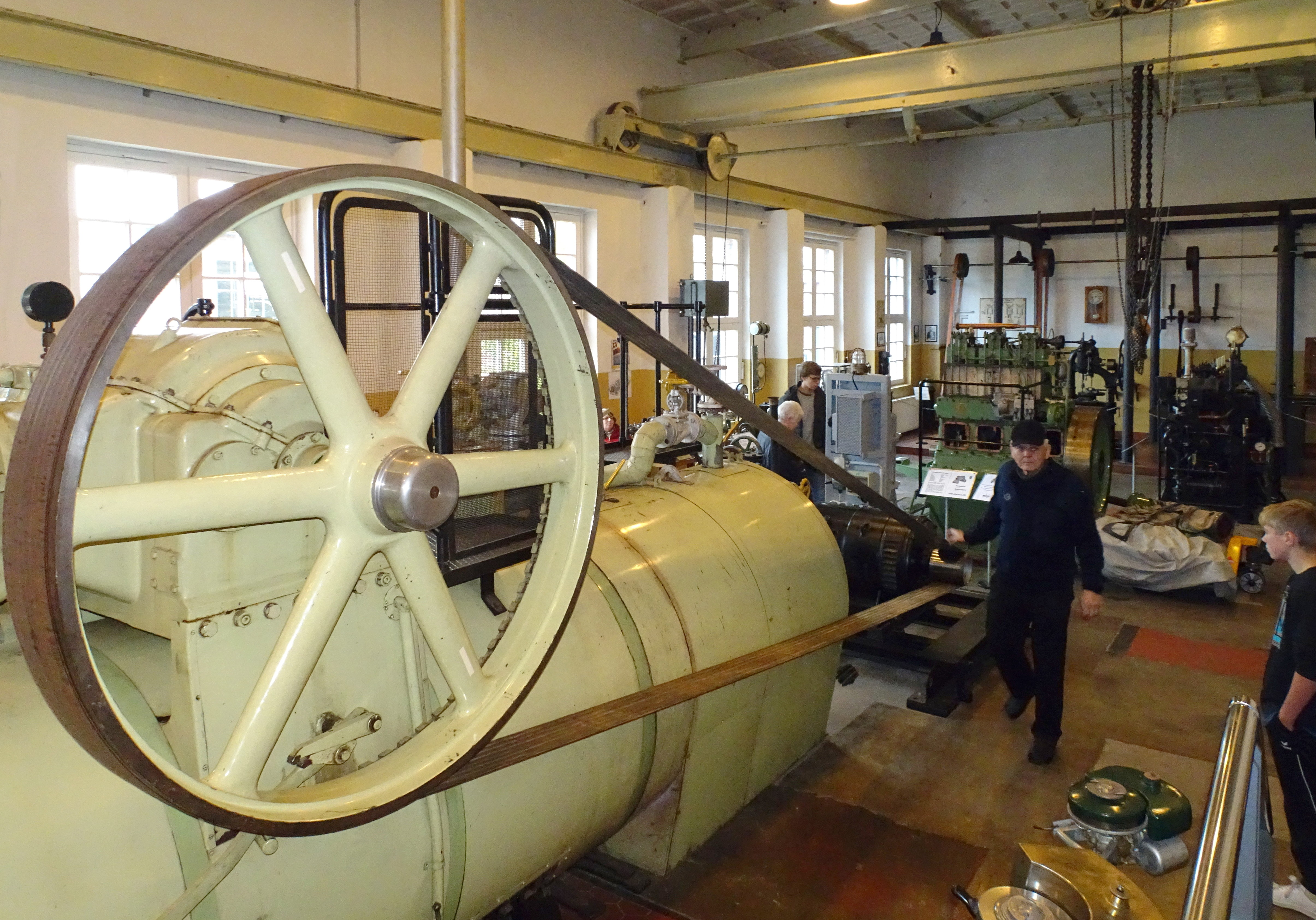
Dampfmaschine
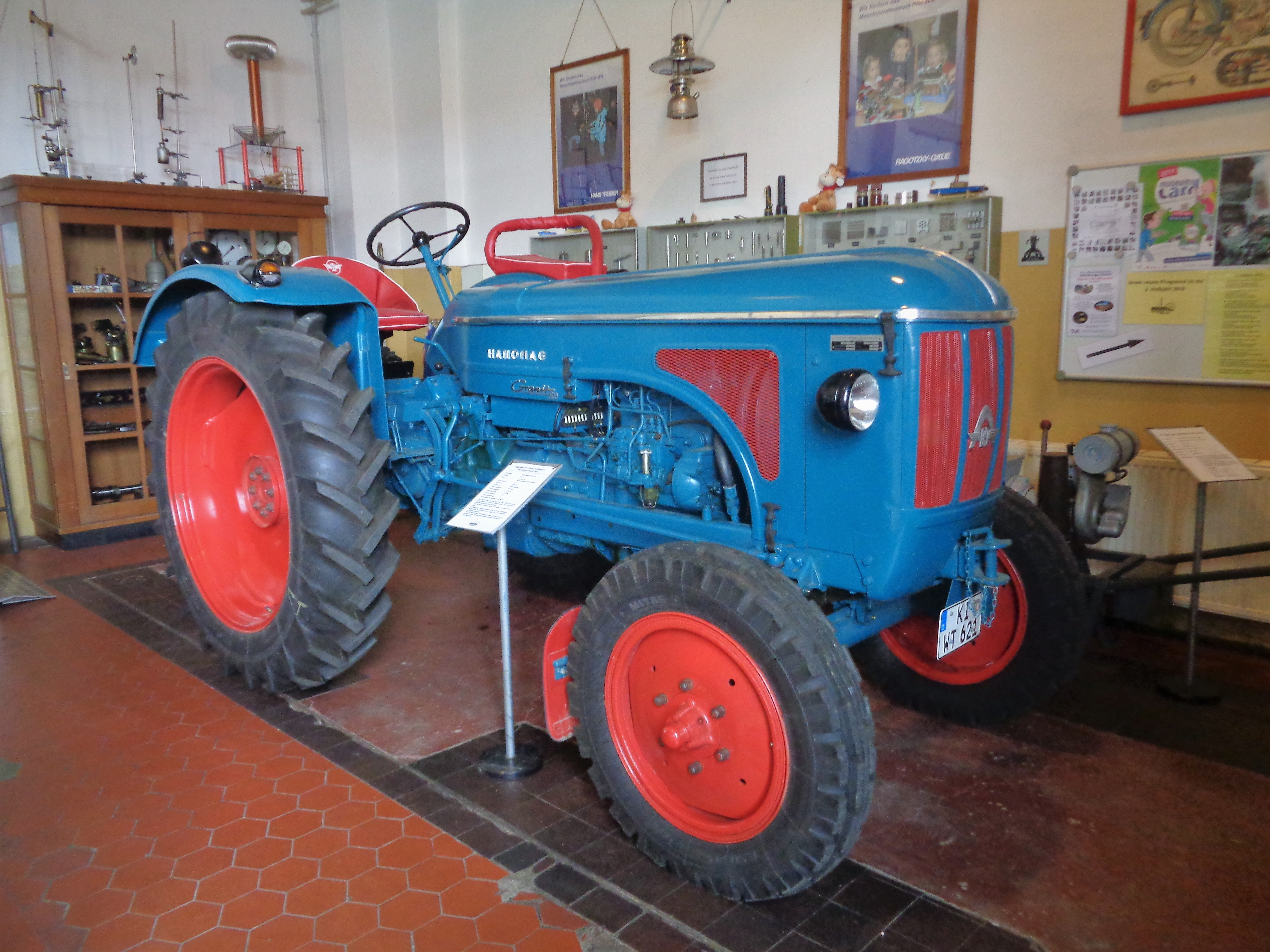
Traktor
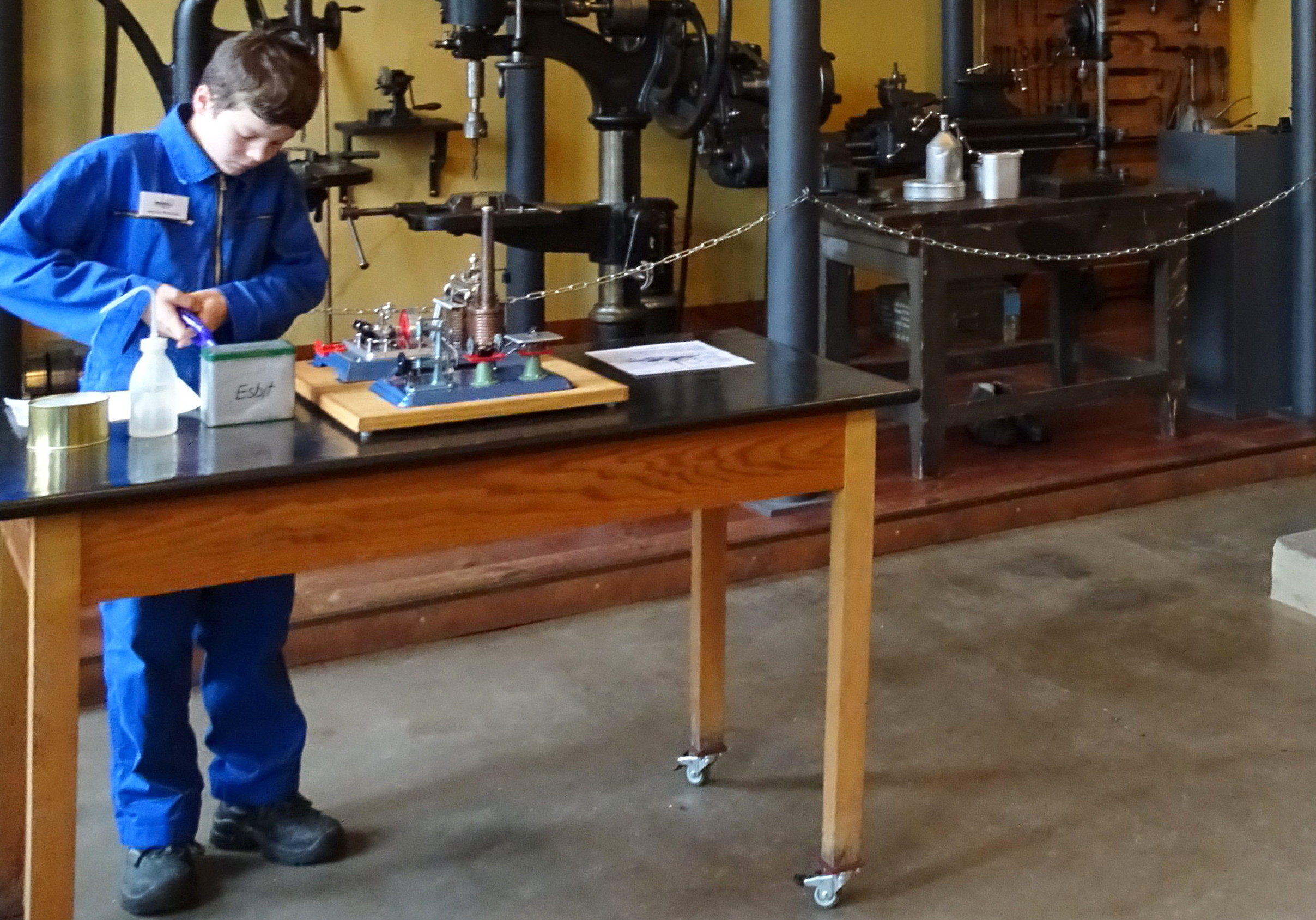
Vorbereitung einer Modelldampfmaschine